# Primula cavaleriei
Primula cavaleriei är en viveväxtart som beskrevs av Marcel Georges Charles Petitmengin. Primula cavaleriei ingår i släktet vivor, och familjen viveväxter. Inga underarter finns listade i Catalogue of Life.